# پر باک
 پر باک (انگلیسی: Per Bak؛ زاده ۸ دسامبر ۱۹۴۸ درگذشته ۱۶ اکتبر ۲۰۰۲) یک دانشمند اهل دانمارک بود. 